# Semir Kerla
Semir Kerla (Sarajevo, 26 settembre 1987) è un ex calciatore bosniaco, di ruolo difensore.

## Carriera

### Club
Dopo aver giocato nello Željezničar, nel 2011 si trasferisce al Panserraïkos.

### Nazionale
Nel dicembre 2010 ha debuttato con la nazionale bosniaca in un'amichevole disputata contro la Polonia.

## Statistiche

### Cronologia presenze e reti in nazionale
| Cronologia completa delle presenze e delle reti in nazionale ― Bosnia ed Erzegovina | Cronologia completa delle presenze e delle reti in nazionale ― Bosnia ed Erzegovina | Cronologia completa delle presenze e delle reti in nazionale ― Bosnia ed Erzegovina | Cronologia completa delle presenze e delle reti in nazionale ― Bosnia ed Erzegovina | Cronologia completa delle presenze e delle reti in nazionale ― Bosnia ed Erzegovina | Cronologia completa delle presenze e delle reti in nazionale ― Bosnia ed Erzegovina | Cronologia completa delle presenze e delle reti in nazionale ― Bosnia ed Erzegovina | Cronologia completa delle presenze e delle reti in nazionale ― Bosnia ed Erzegovina |
| Data                                                                                | Città                                                                               | In casa                                                                             | Risultato                                                                           | Ospiti                                                                              | Competizione                                                                        | Reti                                                                                | Note                                                                                |
| ----------------------------------------------------------------------------------- | ----------------------------------------------------------------------------------- | ----------------------------------------------------------------------------------- | ----------------------------------------------------------------------------------- | ----------------------------------------------------------------------------------- | ----------------------------------------------------------------------------------- | ----------------------------------------------------------------------------------- | ----------------------------------------------------------------------------------- |
| 10-12-2010                                                                          | Adalia                                                                              | Polonia                                                                             | 2 – 2                                                                               | Bosnia ed Erzegovina                                                                | Amichevole                                                                          | -                                                                                   | 46’                                                                                 |
| Totale                                                                              |                                                                                     | Presenze                                                                            | 1                                                                                   |                                                                                     | Reti                                                                                | 0                                                                                   |                                                                                     |

## Palmarès

### Club

#### Competizioni nazionali
- Campionato bosniaco: 3

Željezničar: 2009-2010, 2011-2012, 2012-2013
- Coppa di Bosnia ed Erzegovina: 1

Željezničar: 2011-2012
- Campionato lituano: 4

Žalgiris: 2014, 2015
Sūduva: 2018, 2019
- Coppa di Lituania: 1

Žalgiris: 2014-2015
Sūduva: 2019
- Supercoppa di Lituania: 2

Sūduva: 2018, 2019